# František Buriánek
František Buriánek (17. ledna 1917 Rokycany – 11. července 1995 Praha) byl český literární historik a kritik.

## Život
Narodil se v Rokycanech, po maturitě na reálném gymnáziu v Klatovech v roce 1936 studoval v letech 1936–1939 a 1945–1946 na Filozofické fakultě Univerzity Karlovy v Praze češtinu a francouzštinu (PhDr. v r. 1948). V letech 1939–1942 byl vězněn v rámci akce „17. listopad 1939“ v koncentračním táboře Sachsenhausen-Oranienburg. Za účast v národním odboji byl vyznamenán Československým válečným křížem 1939. Po válce pracoval nejdříve jako dělník, po ukončení studia na knihovnické škole v Praze v letech 1946–1950 jako knihovník v Úřadu předsednictva vlády. V roce 1947 vstoupil do KSČ. V letech 1950–1955 byl zaměstnán jako knihovník, později jako vedoucí kulturního odboru Kanceláře prezidenta republiky, od roku 1950 externě vyučoval na FF UK, habilitoval se v roce 1955 prací Bezruč – Toman – Gellner –Šrámek, profesorem novodobé české literatury byl jmenován roku 1961. Titul CSc. získal v roce 1957 monografií Petr Bezruč, titul DrSc. v roce 1969 prací Generace buřičů. Katedru české a slovenské literatury vedl v období 1956–1972, proděkanem byl v letech 1960–1963.
Jako symbol studentského odporu z roku 1939, byl angažován v období Pražského jara. V televizi vyzýval studenty, aby – podobně jako studenti v roce 1939, i oni nyní podporovali tu část společnosti a strany, která stojí za obrodným procesem. Tedy reformní křídlo KSČ, kolem Dubčeka, proti konzervativním silám ve straně.
Na počátku tzv. normalizace byl vyškrtnut z KSČ (1971), ale setrval jako profesor na katedře české a slovenské literatury a literární vědy FF UK. V roce 1981 odešel do důchodu. Pohřben byl na městském hřbitově v Klatovech.

## Dílo
Literární kritiky publikoval v různých novinách a časopisech, například v Rudém právu, v Tvorbě, v Literárních novinách, odborné práce pak zvláště v České literatuře, Českém jazyku a literatuře. Redigoval měsíčník Impuls(1966–1968). Jako editor se podílel na vydání několika knih, například Česká poesie, 1951;
J. Hora: Výbor z básní, 1954; F. Gellner: Má píseň ze sna budívá, 1955; V. Dyk: Opustíš-li mne, nezahynu, 1956; Patnáct májů (sb. z české a slovenské poezie 1945–1960, 1960; Čítanka českého myšlení o literatuře, 1976
Zabýval se českou literaturou 20. století, zvláštní pozornost věnoval české poezii konce 19. století a začátku 20. století (Stanislav Kostka Neumann, František Gellner, Karel Toman, Petr Bezruč, Fráňa Šrámek aj.), v sedmdesátých letech soustředil své bádání na tvorbu Karla Čapka. Zajímal se i o literární historii klatovského regionu (Literární Klatovy, 1962; Z poetického Pošumaví, 1987). V centru jeho pozornosti stála historie české literatury, je autorem několika monografií (Petr Bezruč, 1952; Fráňa Šrámek, 1961; Karel Toman, 1963; Karel Čapek, 1978; Jarmila Glazarová, 1979; Kritik F. X. Šalda, 1987 aj.) a syntetických příruček.